# Elisa Alsina
Elisa Alsina Urzúa (Chillán, 18 de mayo de 1940) es una pianista y académica chilena.

## Biografía
Los orígenes familiares de Elisa tienen inicio en Santiago de Compostela, España, lugar del cual proviene su abuelo paterno Francisco Alsina, quien era pianista y violinista. Llegó a Chillán en 1904, instalando una librería en calle Dieciocho de septiembre, frente al Edificio de los Servicios Públicos de la ciudad. El padre de Elisa fue el abogado José Francisco Alsina, quien estudió violín en el Conservatorio Nacional de Música, donde fue compañero del también abogado, Eulogio Fuentes Jeldres, y luego, ambos compartieron membresía en la Sociedad Musical Santa Cecilia. Por su parte, su madre fue María Dolores Urzúa Matus, quien era originaria de Concepción y que en 1940 heredó la librería de su suegro.
Los estudios de piano de Elisa iniciaron en el Conservatorio Rosita Renard de Chillán, cuya maestra fue la pianista Hilda Ferrada Bustos. continuándolos en el Conservatorio Nacional de Música, donde fue aprendiz de la pianista Flora Guerra Vial, quien a su vez, fue aprendiz de la pianista Rosita Renard. En dicho establecimiento, consiguió gradurarse de Licenciada en Interpretación Superior de Piano en 1964. Para 1962, su padre falleció en medio de una de sus presentaciones, en el Teatro Gran Palace de Santiago de Chile, producto de un infarto, mientras Elisa tocaba el concierto para piano y orquesta en la menor de Robert Schumann].
Las excelentes calificaciones en el Conservatorio Nacional, la llevaron a obtener una beca para continuar sus estudios en la Escuela Superior de Música de Varsovia, Polonia, entre 1966 y 1968, para luego ejercer como docente en el Conservatorio Nacional de Música, el Instituto Nacional de Música de la Universidad Católica de Chile, y la Facultad de Artes de la Universidad de Chile.

## Premios
- Primer premio en Ciclo sobre Beethoven, Conservatorio Nacional Chileno de Música, Santiago de Chile (1963)[1]
- Premio Orrego Carvallo, Facultad de Artes de la Universidad de Chile (1962)[1][2]
- Premio Rosita Renard, Facultad de Artes de la Universidad de Chile (1964)[1][2]
- Medalla de Oro y Diploma de Honor, Concurso Internacional de Piano, Montevideo, Uruguay (1966)[1][2]
- Primer premio en Concurso Nacional de Piano Federico Chopin (1968)[2]
- Primer premio en Concurso Nacional de Piano, Viña del Mar, Chile (1992)[1]
- Premio Municipal de Arte, Ilustre Municipalidad de Chillán (2002)[1][2]
- Mejor docente de pregrado, Departamento de Música y Sonología de la Facultad de Artes de la Universidad de Chile, (2004)[2]
- Premio Municipal de Arte, Municipalidad de Santiago (2005)[2]
- Condecoración al Mérito Amanda Labarca, Universidad de Chile (2005)[2]